# Anne Heraty
Anne Heraty is een Ierse zakenvrouw. Ze is oprichter, grootaandeelhouder en CEO van CPL Resources Plc.

## CPL
In 1989 richtte Heraty het bedrijf Computer Placement Ltd. op, dat zich bezighield (en -houdt) met het plaatsen van werknemers in de IT en aanverwante functies voor opdrachtgevers. In 1992 kocht zij de andere oprichter uit en vanaf dat moment bezit zij alle aandelen in de onderneming.
In 1996 trad ook Heraty's echtgenoot in dienst van CPL, en in 1999 brachten zij CPL naar de beurs: de aandelen worden verhandeld op de Ierse effectenbeurs in Dublin en de London Stock Exchange. Met deze actie werd Heraty de eerste vrouwelijke CEO van een beursgenoteerd bedrijf in Ierland.

## Zakenvrouw van het jaar
Door haar positie als CEO van een beursgenoteerd bedrijf kreeg zij landelijke bekendheid. In 2006 werd ze bijvoorbeeld uitgeroepen tot Ernst & Young Zakenvrouw van het Jaar en volgens de website 'Business and Leadership' staat ze nummer 26 op de lijst van invloedrijkste en machtigste Ierse zakenvrouwen. Door deze bekendheid werd zij gevraagd plaats te nemen in commissies en raden van commissarissen (in Ierland: non-executive member board of directors).

## Anglo Irish Bank
Wellicht Heraty's opvallendste functie buiten CPL is haar voormalige positie bij de Ierse bank Anglo Irish Bank (niet te verwarren met de bank AIB: Allied Irish Bank; zie ook Tijdlijn van de kredietcrisis). Ze was daar non-executive director, vergelijkbaar met een commissaris in een Nederlands bedrijf. In februari 2009 trad zij plotseling af als non-executive director.
Anglo Irish Bank werd tijdens de Ierse kredietcrisis zeer berucht, doordat het de eerste bank was die gered en geheel overgenomen moest worden door de staat. Vervolgens bleek dat het bestuur van Anglo wanbeleid had gevoerd: zo had de CEO zichzelf een lening verstrekt van 100 à 150 miljoen euro waarmee hij projectontwikkelaars financierde. Door de wereldwijde ineenstorting van de economie werd de vastgoedsector in Ierland en het Verenigd Koninkrijk zeer zwaar getroffen. Het huidige bestuur denkt dat het grootste deel van de schuld van de voormalige CEO niet teruggevorderd kan worden.
Andere schandalen zijn onder meer een geheim project waarbij enkele bevoorrechte klanten of vrienden van de directie van Anglo Irish Bank extreem hoge leningen verstrekt kregen om die te gebruiken om aandelen in Anglo te kopen. Hoewel de leningen bedoeld waren om bevriende relaties te bevoordelen en tevens de prijs van het aandeel Anglo omhoog te stuwen, waren de bevoorrechte leners achteraf niet meer zo blij met deze "buitenkans": zo heeft de ondernemer Quinn zijn hele privévermogen en een aantal van zijn bedrijven op het spel gezet. Sean Quinn en zijn bedrijven hebben nu een schuld van 2,8 miljard euro bij Anglo Irish Bank, en de bank gaat proberen dit geld terug te halen.

## Overige functies
In dezelfde week waarin Heraty aftrad bij Anglo Irish Bank, trad zij ook nog uit twee andere besturen: bij Forfas, een adviesorgaan voor bedrijfsleven en wetenschap, en bij Bord na Mona, een bedrijf actief in de milieusector.